# Элена Рамос
Элена Рамос (англ. Elena Ramos) — персонаж американского телесериала «Даллас», продолжения одноименного телесериала 1978—1991 годов. Роль Элены исполнила актриса Джордана Брюстер начиная с пилотного эпизода, вышедшего 13 июня 2012 года, по финал сериала, транслировавшийся 22 сентября 2014 года. Персонаж является одним из немногих, кто не был задействован в оригинальном сериале 1978—1991 годов. Элена Рамос является одной из двух ведущих женских персонажей телесериала, повествующего о жизни богатой семьи Юингов в городе Даллас, штат Техас.

## История развития

### Кастинг и история создания
29 января 2011 года было объявлено, что актриса Джордана Брюстер будет играть роль Элены Рамос, ведущего женского персонажа сериала «Даллас» для канала TNT. Она стала первым актёром, за исключением звёзд оригинального шоу, кто присоединился к проекту. Персонаж описывался как умная дочь повара Юингов, которая находится в сложных отношениях между Джоном Россом Юингом III и Кристофером Юингом. Когда Брюстер была утверждена на роль, критик Перес Хилтон похвалил выбор продюсеров актрисы на эту роль.

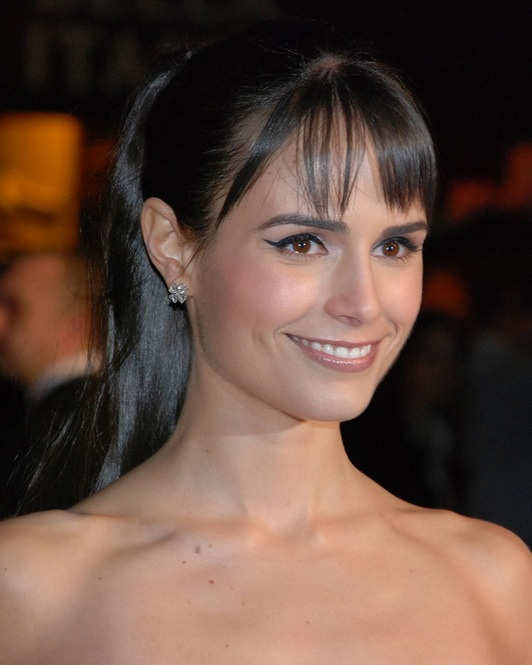
Джордана Брюстер сыграла роль Элены

Элена Рамос характеризуется как персонаж, который при всех своих богатых умственных способностях имеет моральные ценности и не совершит плохих поступков с целью выгоды. Будучи нерешительной в своем выборе между Джоном Россом и Кристофером в первом сезоне, персонаж претерпел некоторые изменения и стал более независимым, как в бизнесе, так и в личной жизни. Критики, однако, холодно принимали развитие сюжетной линии персонажа, а также отношения между Эленой и Кристофером во втором сезоне, и их отношения были разрушены в финале сезона. Элена тем временем узнает, что смерть её отца произошла по вине Джей Ара и находится на пути к мести Юингам за это.

### Приём критиков
Персонаж был позитивно оценен критиками в первых эпизодах, однако во втором сезоне отмечался как неиспользуемый в сюжете и скучный. Более положительно обозреватели оценили развитие персонажа в третьем сезоне, когда Элена была переведена из романтической героини в антагониста.

## Сюжетные линии
Элена Рамос выросла на ранчо Саутфорк, вместе с Джоном Россом Юингом III и Кристофером Юингом. Она является дочерью Кармен Рамос (Марлен Форте), повара Юингов и сестры их прежней экономки Терезы. Она переезжает на ранчо в восьмилетнем возрасте, когда её отец погибает. Вскоре она становится близка с Кристофером и начинает с ним роман во время обучения в аспирантуре.
Незадолго до свадьбы Элены и Кристофера Памела Ребекка Барнс разрушает их отношения, отправив Элене письмо от Кристофера, в котором он расстается с ней. Она вскоре начинает встречаться с его братом Джоном Россом, а Кристофер женится на Памеле, которая выдает себя за Ребекку Саттер. Джон Росс часто обманывает и изменяет ей, однако они неоднократно мирятся. Ближе к финалу первого сезона он делает ей предложение и Элена соглашается. Тем не менее она бросает его, узнав, что он лгал ей о своем неучастии в краже ранчо. Когда выясняется, что Ребекка не та за кого себя выдает, Элена воссоединяется с Кристофером, что крайне злит Джона Росса.
Во втором сезоне на ранчо возвращается проблемный брат Элены Дрю. Элена вскоре теряет свою долю в «Юинг Энерджис», когда Сью Эллен забирает её после подстроенного происшествия, дающего ей возможность вернуть свои инвестиции в бизнес Элены. Дрю тем временем оказывается втянут в взрыв на буровой установке, устроенной Клиффом Барнсом, а Элена это узнает и скрывает от Кристофера. В финале сезона Кристофер узнает об этом и ссорится с Эленой, заявляя, что не может больше ей доверять. Элена тем временем узнает, что Юинги и Джей Ар ответственны за смерть её отца, выставленную как несчастный случай, и находится на пути к отмщению.
В начале третьего сезона Элена возвращается в Даллас с тайной миссией совершить собственное правосудие над Юингами, внедряясь к ним после извинений, чтобы скрыть свои мотивы. В этом ей помогает её друг детства, Хоакин, теперь известный как Николас Тревино, миллиардер, представляющий Клиффа Барнса.